# Villa Empain
Villa Empain era una residenza privata a Bruxelles, che attualmente serve come centro culturale e spazio espositivo. La villa è stata costruita tra il 1930 e il 1934 in stile Art Deco dall'architetto svizzero-belga Michel Polak, la villa fu commissionata dal barone Louis Empain, figlio dell'industriale Édouard Empain. Successivamente fu utilizzata come uffici e ambasciata prima di cadere in disuso. Dopo un restauro dal 2009 al 2011, è stata aperta al pubblico dalla Fondazione Boghossian. Il Barone Empain visse nella villa per soli 3 anni, decise di donare l'edificio allo stato belga a patto che venisse convertito in un museo di arti applicate per la École nationale supérieure des arts visuels La Cambre. La villa fu inaugurata dal re Leopoldo III nel 1937 come Museo delle Arti Decorative. Nel 1943 la villa venne requisita dall'esercito tedesco durante l'occupazione nazista, alla fine della guerra infine fu ceduto all'Unione Sovietica che trasformò la villa nella sua ambasciata.
Nel 1963 la famiglia Empain riacquistò la villa, ma vendendola circa dieci anni più tardi a un imprenditore armeno-americano del tabacco, Harry Tcherkezian. La villa era in un pessimo stato conservativo che si aggravò ulteriormente quando divenne la sede della Radio Televisione Lussemburghese tra il 1980 e il 1993. Successivamente la villa venne abbandonata e nel 2007, venne acquistata dalla Fondazione Boghossian, che avviò tra il 2009 e il 2010 dei lavori di restauro. Nel 2011 il premio Europa Nostra (European Heritage Awards) per il patrimonio culturale dell'Unione europea per la sua eccezionalità.

## Storia

### Design e costruzione
Il barone Louis Empain (1908-1976) er il secondo genito di Édouard Empain (1852–1929), un importante industriale belga che aveva trascorso gran parte della sua carriera in Egitto. Nel 1930, Louis commissionò all'architetto svizzero-belga Michel Polak la costruzione di una villa in stile Art Deco ai margini del Bois de la Cambre/Ter Kamerenbos, alla periferia di Bruxelles, in quella che allora era conosciuta come l'Avenue des Nations/Natiënlaan rinominata successivamente in Avenue Franklin Roosevelt/Franklin Rooseveltlaan. Costruita tra il 1930 e il 1934, la Villa Empain è organizzata attorno a un grande cortile chiuso. Fu progettata in stile Art Deco, e il progetto suscitò un notevole interesse in Belgio, dove case prestigiose in questo stile erano relativamente rare. Furono utilizzati vari rivestimenti in pietra costosi provenienti da tutto il mondo. La Villa Empain è stata realizzata con materiali di pregio e lussuosi, ogni camera era dotata del proprio bagno privato. Per la facciata è stato utilizzato il granito levigato di Baveno ed è stata decorata con foglia d'oro. Il piano principale è rivestito di marmo, legni esotici, stucchi, foglie d'argento. Il barone aveva richiesto anche che la villa fosse dotata di una piscina, ed è stata una della prime ville ad avere una piscina priva e ancora oggi risulta essere la piscina privata più grande di Bruxelles. La piscina era dotata anche di riscaldamento ed è circondata da un pergolato con pavimento a mosaico.

### Storia dal 1937
Nonostante le spese sostenute per la costruzione, Louis Empain utilizzò appena la casa dopo il suo completamento e visse principalmente in Canada. Nel 1937, fu donata allo Stato belga per ospitare un museo di arti applicate per l’École nationale supérieure d’Architecture et des Arts décoratifs de La Cambre. Fu requisita dall’esercito tedesco nel novembre 1943 durante l’occupazione.
Dopo la guerra, la Villa Empain fu ceduta all’Unione Sovietica come ambasciata su iniziativa di Paul-Henri Spaak. Disapprovando questo utilizzo, fu riacquistata dalla famiglia Empain nel 1963 e rivenduta nel 1973 a Harry Tcherkezian, un imprenditore del tabacco armeno-americano. Fu utilizzata da Radio-Télévision-Luxembourg (RTL) dal 1980 al 1993, prima di diventare disabitata dopo il 1995. L’edificio fu classificato nel 2007, ma le sue condizioni si degradarono significativamente.
Nel 2007, la Villa Empain fu acquisita dalla Fondazione Boghossian. Fu restaurata tra il 2009 e il 2010 e riaperta al pubblico come museo e centro culturale. Il progetto di conservazione fu premiato con l’European Union Prize for Cultural Heritage / Europa Nostra Award nel 2011.

### Descrizione
Questa villa in stile Art Déco è situata tra i viali Franklin Roosevelt e Victoria, accessibile attraverso cancelli in ferro battuto tra pilastri in pietra blu. Sul retro, si trovavano le scuderie, gli alloggi per il personale e garage. L’edificio principale è collegato direttamente a una grande piscina circondata da un pergolato. È organizzato attorno a un atrio quadrato a due livelli, sormontato da una lucernario. Sul lato del giardino, si apre su un grande spazio oblungo che comprende il soggiorno e la sala da pranzo.
A destra, c’è una grande scala che fronteggia un secondo soggiorno. Il piano è completato da due uffici sul lato della strada e da aree di servizio: sala d’attesa, guardaroba, dispensa e due scale secondarie. Nel primo piano si trova una galleria su quattro colonne dove si trovano quattro camere da letto con i rispettivi bagni privati. Il secondo piano è rientrato su tutti i lati ed è accessibile solo da una scala di servizio ed è riservato alle camere dei domestici e un solarium. La cucina, la caldaia e i locali di stoccaggio sono accolti nel seminterrato.
I materiali interni sono lussuosi: marmo, ferro battuto, legno esotico, soffitti modellati, arazzi e specchi. All’esterno, i gradini d’ingresso sono sormontati da una pensilina in ottone. Le facciate a tre livelli sono rivestite in granito lucido e sormontate da un tetto in rame. Le aperture delle finestre sono bordate di ottone dorato e le loro cornici metalliche sono finemente profilate.

### Mostre
- Path of the elegance between the East and the West (2010)
- Colors of the Orient, Arts and lifestyles in the Ottoman Empire (2010-11)
- Of women's modesty and anger (2011)
- A dream of eternity. The long road of Oriental arts (2011-12)
- Art is the answer! Contemporary Lebanese artists and designers (2012)
- Edouard and Cleopatra. Egyptomania's from the XIXth century (2012-13)
- Turbulences II (2013)
- The Blue Route (2013-14)
- A book between two stools (2014)
- Music Palace (2014-15)
- Heaven and Hell (2015)
- Sarkis with Parajanov (2015-16)
- When process becomes form (2016)
- Répétition (2016)
- Decor (2016-17)
- Seeing Zen (2016-17)
- Imaginary Frontiers (2017)
- Mondialité (2017)
- Chun Kwang Young (2017)
- Sculptures route in Brussels (2017)
- Ways of Seeing (2017-18)
- SITUATION (2017)
- Instantanés d’Orient (2018)
- Melancholia (2018)
- Beyond Borders (2019)
- Of links and exiles (2018-19)
- Heliopolis (2019)
- Flamboyant (2019)
- Decoratieve platen (2019)
- Ekphrasis (2019-20)
- Abandoned Dwellings of Beirut by Gregory Buchakjian (2019-20)
- Mappa Mundi (2020)
- Aleppo (2020-21)
- The Light House (2020-21)
- Portrait of a Lady (2022)
- Michel Polak (2022)
- Nagorno-Karabakh: behind the scenes of the last few hours (2022)
- Chun Kwang Young: Times Reimagined (2022)
- Flags (2022-23)
- Ornamentum (2022-23)
- Family Matters (2023)
- House of Dreamers (2023)
- Duos in Resonance (2023)
- Meyboom (2023)
- Water (2023-24)
- Armenia. Contemplating the sacred (2023-24)[5]